# Antonio Lara Zárate
Antonio Lara Zárate (Santa Cruz de Tenerife, 1881 - Ciutat de Mèxic, 24 de febrer de 1956) fou un advocat i polític espanyol.

## Biografia
Nomenat governador civil de Tenerife de forma provisional en proclamar-se la II República, a les eleccions de 1931 va resultar elegit diputat a Corts per la circumscripció de Santa Cruz de Tenerife a les quals es va presentar en el si del Partit Republicà Radical.
Va ser Ministre d'Hisenda als successius governs que, entre el 12 de setembre de 1933 i el 3 de març de 1934, va presidir Alejandro Lerroux.
Després de l'escissió protagonitzada Diego Martínez Barrio en el si del Partit Republicà Radical i que va suposar la fundació d'Unió Republicana, Antonio Lara va passar a formar part d'aquest nou partit polític i en el seu si participaria en les eleccions de 1936 en les quals fou elegit diputat per la circumscripció de Sevilla. En aquesta nova etapa va ser ministre de Justícia als governs que, entre el 19 de febrer i el 13 de maig de 1936 van presidir tant Martínez Barrio com Augusto Barcia Trelles. Finalment ocuparia, per un sol dia, la cartera d'Obres Públiques el 19 de juliol de 1936 en el conegut com a “govern de conciliació” que presidiria Martínez Barrio.
En acabar la Guerra Civil s'exiliaria a Mèxic, on va morir el 1956.